# Ronde van Vlaanderen 2006
De 90ste editie van de Ronde van Vlaanderen werd gehouden op 2 april 2006.

## Mannen
De renners moesten een afstand van 258 km, met onderweg 17 hellingen, overbruggen in goede weersomstandigheden.

### Verloop
Op de Koppenberg, de vijfde helling van de dag, Tom Boonen een eerste keer goed door, waardoor hij meteen enkele meters pakte. Na de beklimming van het Foreest ontstond een compacte kopgroep van 16 met Boonen, Pozzato, Bettini, Baguet, Ballan, Flecha, Zabel, Van Petegem, Kroon, Cancellara, Petito, Klier, Marichal, Hushovd, Hincapie en Hoste.
Tot aan de Valkenberg controleerden de Quickstep-ploeg van Tom Boonen de koers. Op de Valkenberg ging Leif Hoste dan aanvallen, en enkel Tom Boonen sprong mee.
Op Tenbosse hadden Boonen en Hoste al 30 seconden voorsprong. Boonen nam daarna beklimming van de Muur-Kapelmuur voor zijn rekening. Op de top nam Hoste over. Daar hadden de twee leiders bijna anderhalve minuut voorsprong op de dichtste achtervolgers.
Ook op de Bosberg bleven de twee goed samenwerken. De twee Belgen reden samen naar de aankomst in Meerbeke. Daar versloeg Boonen Hoste makkelijk in de spurt, en schreef zo voor de tweede opeenvolgende keer de Vlaanderens Mooiste op zijn naam.

### Hellingen
| - Molenberg - Wolvenberg - Oude Kwaremont - Paterberg - Koppenberg - Steenbeekdries | - Taaienberg - Eikenberg - Boigneberg - Het Foreest - Steenberg - Leberg | - Berendries - Valkenberg - Tenbosse - Muur-Kapelmuur - Bosberg |

### Uitslag
| rang | renner            | land             | ploeg                | tijd       |
| ---- | ----------------- | ---------------- | -------------------- | ---------- |
| 1    | Tom Boonen        | België           | Quickstep-Innergetic | 6u 24' 26" |
| 2    | Leif Hoste        | België           | Discovery Channel    | z.t.       |
| 3    | George Hincapie   | Verenigde Staten | Discovery Channel    | op 1' 17"  |
| 4    | Peter Van Petegem | België           | Davitamon-Lotto      | z.t.       |
| 5    | Alessandro Ballan | Italië           | Lampre               | z.t.       |
| 6    | Fabian Cancellara | Zwitserland      | Team CSC             | z.t.       |
| 7    | Paolo Bettini     | Italië           | Quickstep-Innergetic | op 1' 50"  |
| 8    | Karsten Kroon     | Nederland        | Team CSC             | z.t.       |
| 9    | Andreas Klier     | Duitsland        | T-Mobile Team        | z.t.       |
| 10   | Roberto Petito    | Italië           | Team Tenax           | z.t.       |

## Vrouwen
De Ronde van Vlaanderen was bij de vrouwen aan zijn derde editie toe. De wedstrijd maakt deel uit van de wereldbeker en werd gewonnen door Mirjam Melchers, die zichzelf opvolgde.

### Uitslag
| Plaats  | Naam                  | Ploeg                               | Tijd     |
| ------- | --------------------- | ----------------------------------- | -------- |
| Winnaar | Mirjam Melchers       | Buitenpoort-Flexpoint               | 3u16'57" |
| 2       | Christiane Soeder     | Univega                             | + 01"    |
| 3       | Loes Gunnewijk        | Buitenpoort-Flexpoint               | + 53"    |
| 4       | Zoelfia Zabirova      | Bigla Pro Cycling                   | + 58"    |
| 5       | Edwige Pitel          | Bianchi Aliverti Kookai             | z.t.     |
| 6       | Nicole Cooke          | Univega                             | + 1'20"  |
| 7       | Theresa Senff         | AA Drink                            | z.t.     |
| 8       | Susanne Ljungskog     | Buitenpoort-Flexpoint               | z.t.     |
| 9       | Judith Arndt          | T-Mobile                            | z.t.     |
| 10      | Sharon Vandromme      | Vlaanderen-Capri Sonne-T Interim    | + 1'31"  |
| 11      | Ina-Yoko Teutenberg   | T-Mobile                            | + 2'38"  |
| 12      | Suzanne de Goede      | AA Drink                            | z.t.     |
| 13      | Miho Oki              | Nobili Rubinetterie-Menikini-Cogeas | z.t.     |
| 14      | Annette Beutler       | ELK Haus - Nö                       | z.t.     |
| 15      | Luisa Tamanini        | Safi-Pasta Zara-Manhattan           | z.t.     |
| 16      | Volha Hayeva          | Bianchi Aliverti Kookai             | z.t.     |
| 17      | Tanja Hennes          | Buitenpoort-Flexpoint               | z.t.     |
| 18      | Dorte Lohse Rasmussen | Bianchi Aliverti Kookai             | z.t.     |
| 19      | Andrea Graus          | Bigla Pro Cycling                   | z.t.     |
| 20      | Olga Zabelinskaja     | Fenixs-Colnago                      | z.t.     |

1913 · 
1914 · 
1915 · 
1916 · 
1917 · 
1918 · 
1919 · 
1920 · 
1921 · 
1922 · 
1923 · 
1924 · 
1925 · 
1926 · 
1927 · 
1928 · 
1929 · 
1930 · 
1931 · 
1932 · 
1933 · 
1934 · 
1935 · 
1936 · 
1937 · 
1938 · 
1939 · 
1940 · 
1941 · 
1942 · 
1943 · 
1944 · 
1945 · 
1946 · 
1947 · 
1948 · 
1949 · 
1950 · 
1951 · 
1952 · 
1953 · 
1954 · 
1955 · 
1956 · 
1957 · 
1958 · 
1959 · 
1960 · 
1961 · 
1962 · 
1963 · 
1964 · 
1965 · 
1966 · 
1967 · 
1968 · 
1969 · 
1970 · 
1971 · 
1972 · 
1973 · 
1974 · 
1975 · 
1976 · 
1977 · 
1978 · 
1979 · 
1980 · 
1981 · 
1982 · 
1983 · 
1984 · 
1985 · 
1986 · 
1987 · 
1988 · 
1989 · 
1990 · 
1991 · 
1992 · 
1993 · 
1994 · 
1995 · 
1996 · 
1997 · 
1998 · 
1999 · 
2000 · 
2001 · 
2002 · 
2003 · 
2004 · 
2005 · 
2006 · 
2007 · 
2008 · 
2009 · 
2010 · 
2011 · 
2012 · 
2013 · 
2014 · 
2015 · 
2016 · 
2017 · 
2018 · 
2019 · 
2020 · 
2021 · 
2022 · 
2023 · 
2024
Lijst van beklimmingen
 Parijs-Nice · 
 Tirreno-Adriatico · 
 Milaan-San Remo · 
 Ronde van Vlaanderen · 
 Gent-Wevelgem · 
 Ronde van het Baskenland · 
 Parijs-Roubaix · 
 Amstel Gold Race · 
 Waalse Pijl · 
 Luik-Bastenaken-Luik · 
 Ronde van Romandië · 
 Ronde van Catalonië · 
 Ronde van Italië · 
 Critérium du Dauphiné Libéré · 
 Ronde van Zwitserland · 
 Ploegentijdrit Eindhoven · 
 Ronde van Frankrijk · 
 Vattenfall Cyclassics · 
 Ronde van Duitsland · 
 Clásica San Sebastián · 
  ENECO Tour · 
 Ronde van Spanje · 
 GP Ouest-France-Plouay · 
 Ronde van Polen · 
 Kampioenschap van Zürich · 
 Parijs-Tours · 
 Ronde van Lombardije